# Lilla Bälgsjön
Lilla Bälgsjön är en sjö i Falkenbergs kommun i Halland och ingår i Ätrans huvudavrinningsområde.